# Philippe Villiers de L'Isle-Adam
Philippe de Villiers de L'Isle-Adam (Beauvais, 1464 - Malta, 1534), fou el darrer Gran Mestre que va regir l'orde a  Rodes. Fou l'ideòleg d'una defensa sorprenent d'una petita ciutat davant de tot un imperi.

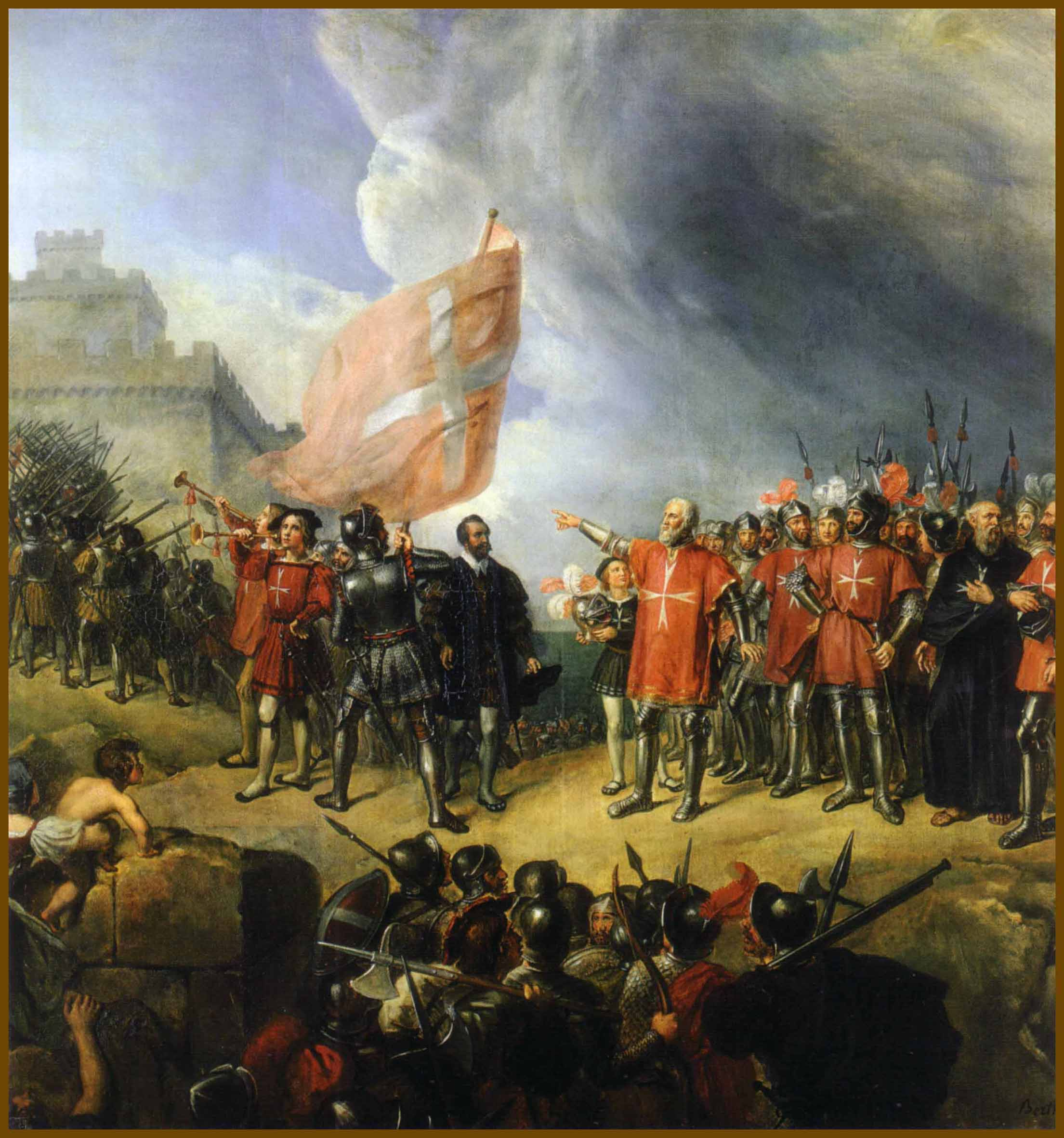
Presa de Malta el 1530 per Philippe de Villiers de L'Isle-Adam, Gran Mestre de l'Hospital

Va ser elegit Gran Mestre de l'Orde el 1521, fins llavors havia estat el prior de la Llengua d'Alvèrnia. El 1522 va haver de defensar amb 600 cavallers i 4500 homes l'illa de Rodes davant dels atacs d'un exèrcit de 200 mil homes del soldà Solimà el Magnífic. Traït, va haver d'acceptar el dia d'any nou de 1523 la capitulació de l'illa, amb les felicitacions per part de Solimà per la seva valentia i coratge. Primer va passar a Càndia i després a Messina, Viterbo i Niça (1527-1529) fins que va arribar a Malta cedida per l'emperador Carles V d'Alemanya i I de Castella el 1530. Quan el Mestre Villiers de l'Isle-Adam va morir, el 21 d'agost de 1534, Solimà el Magnífic va fer proclamar un dol general en el seu imperi en memòria del seu valent adversari.
Fou enterrat a la capella de Santa Anna, al Fort de Sant Àngel, de Birgu, fins que es va construir la nova església conventual de Sant Joan a La Valletta el 1577, quan s'hi va traslladar el seu cos a la cripta.